# Даппы
Даппы — село в Комсомольском районе Хабаровского края. Административный центр и единственный населённый пункт сельского поселения «Село Даппы».

## География
Село находится на 318-м км трассы Комсомольск-на-Амуре — Хабаровск.

## История
21 октября 2009 года в селе была открыта мемориальная доска в честь Героя Советского Союза Михаила Денисовича Капустина. 9 мая 2015 года его имя было присвоено школе села.

## Население
| 1992 | 2002 | 2010 | 2011 | 2012 | 2013 | 2014 |
| ---- | ---- | ---- | ---- | ---- | ---- | ---- |
| 463  | ↘360 | ↘358 | ↗361 | ↘351 | ↘337 | ↘328 |
| 2015 | 2016 | 2017 | 2018 | 2019 | 2020 | 2021 |
| ↘327 | ↘323 | ↗327 | ↘319 | ↘308 | ↗311 | ↗329 |

## Улицы
| - ул. Больничная, - ул. Лесная, - ул. Набережная, - ул. Озёрная, | - ул. Октябрьская, - ул. Пушкинская, - ул. Центральная, - ул. Школьная. |